# Driving Wheel (альбом)
Driving Wheel — дебютний студійний альбом американського блюзового співака і губного гармоніста Джуніора Паркера, випущений у 1962 році лейблом Duke.

## Опис
Driving Wheel став першим сольним LP для Літтла Джуніора Паркера (який тоді саме так іменувався), який на той час працював на лейблі Duke. 
Серед пісень такі хіти, як «How Long Can This Go On», блюзові балади з багатими аранжуваннями «I Need Love So Bad» і «Someone Somewhere», танцювальний хіт Джуніора «Annie Get Your Yo Yo» (усі записані були записані за участі штатного гурту духових лейблу Duke), і новоорлеанські записи «The Tables Have Turned» і «Foxy Devil»; а також кавер-версії «Yonder's Wall» Елмора Джеймса і  «Tin Pan Alley» Боба Геддінса. 
Заглавна пісня «Driving Wheel» (написана Рузвельтом Сайксом) посіла 5-е місце в R&B Singles і 85-е місце в The Billboard Hot 100 хіт-парадах журналу «Billboard».

## Список композицій
1. «Driving Wheel» (Рузвельт Сайкс) — 2:37
2. «I Need Love So Bad» (Персі Мейфілд) — 2:34
3. «Foxy Devil» (Дедрік Мелоун) — 2:07
4. «Someone Broke This Heart of Mine» (Дедрік Мелоун) — 2:15
5. «How Long Can This Go On» (Джуніор Паркер) — 2:50
6. «Yonder's Wall» (Елмор Джеймс) — 3:23
7. «Annie Get Your Yo-Yo» (Дедрік Мелоун, Джозеф Скотт) — 2:15
8. «Tin Pan Alley» (Боб Геддінс) — 2:26
9. «Someone Somewhere» (Джуніор Паркер) — 2:47
10. «Seven Days» (Дедрік Мелоун, Джуніор Паркер) — 2:07
11. «The Tables Have Turned» (Джуніор Паркер) — 2:18
12. «Sweet Talking Woman» (Дедрік Мелоун) — 2:07

## Учасники запису
- Літтл Джуніор Паркер — вокал, губна гармоніка

## Хіт-паради
Сингли
| Рік  | Сингл                     | R&B Singles | Billboard Hot 100 |
| ---- | ------------------------- | ----------- | ----------------- |
| 1961 | «Driving Wheel»           | 5           | 85                |
| 1962 | «How Long Can This Go On» | 28          |                   |
| 1962 | «Annie Get Your Yo-Yo»    | 6           | 51                |
| 1963 | «Someone Somewhere»       |             | 95                |